# Dorcadion crassicolle
Dorcadion crassicolle är en skalbaggsart som beskrevs av Carlo Pesarini och Andrea Sabbadini 2007. Dorcadion crassicolle ingår i släktet Dorcadion och familjen långhorningar. Inga underarter finns listade i Catalogue of Life.